# 청주 남석교
청주 남석교는 충청북도 청주시 상당구에 있다. 2015년 4월 17일 청주시의 향토유적 제47호로 지정되었다.

## 개요
총길이 80m로 우리나라에서 가장 긴 돌다리로 청주의 도시발달을 증명해 주는 자료이다.